# Hajdaszek
Hajdaszek – wieś sołecka w Polsce, położona w województwie świętokrzyskim, w powiecie pińczowskim, w gminie Kije.
W latach 1975–1998 miejscowość administracyjnie należała do województwa kieleckiego.
W miejscowości stacja Hajdaszek Świętokrzyskiej Kolei Dojazdowej.

## Części wsi
| SIMC    | Nazwa    | Rodzaj     |
| ------- | -------- | ---------- |
| 0242714 | Olszówka | przysiółek |

## Historia
W wieku XIX Chajdaszek (obecna pisownia  Hajdaszek) folwark w dobrach Kije. Folwark  posiadał gruntów 154 morgi, w tym: gruntów ornych i ogrodów 105 mórg, łąk mórg 18, pastwisk mórg 18, nieużytki i place stanowiły mórg 13. Budynków  drewnianych było 2. Stosowano w uprawach płodozmian 12. polowy (opis folwarku według opisu dóbr Kije z roku 1883)
Według spisu powszechnego z roku 1921 we wsi „Chajdaszek” było 18 domów i 104 mieszkańców.

## Zabytki
Budynek stacyjny Jędrzejowskiej Kolei Dojazdowej, wybudowany po 1918 r. (nr rej.: A.710 z 20.02.1995).